# 追風海直飛人
追風海 直飛人（はやてうみ なおひと、1975年7月5日 - ）は、日本の元大相撲力士、政治家。元日本オリンピック委員会委員。本名は齊藤 直飛人（さいとう なおひと）、愛称はサイトー。力士としては追手風部屋（入門時は友綱部屋）に所属し、現役時代の体格は身長184cm、体重129kg、得意手は右四つ、寄り。最高位は西関脇（2000年11月場所）。政治家としては自由民主党に所属し、青森県議会議員（3期）、青森県板柳町議会議員（1期）を務めた。血液型はO型。趣味は読書。

## 来歴
前廻しを取っての寄りや投げを得意とし、玄人受けする力士だった。
青森県北津軽郡板柳町出身。板柳町立板柳中学校から埼玉栄高校に進学し相撲部へ入部。3年生の時に国体少年の部で優勝した。高校卒業後は日本大学相撲部へと進み、大学3年生の時には頚椎骨折を乗り越え学生横綱のタイトルを獲得した。琴光喜の27タイトルには及ばないものの15タイトルを獲得した。同じ板柳町出身で、板柳中・日大の1年後輩である加藤精彦（高見盛）とは退職後も交流があり、高見盛の断髪式へ出席したり高見盛の引退を記念して作成されたムックでの証言を務めたりと、何かと縁がある間柄である。貴闘力曰く100m10秒台を記録したこともある俊足で、相撲をやらなければ陸上競技で五輪を目指せた。
大学卒業後、追手風親方（元前頭2・大翔山）の内弟子として友綱部屋へ入門し、1998年3月場所にて幕下付出で初土俵を踏んだ。初土俵同期の元十両・玉ノ国は恐る恐る土俵下で控えている側で斎藤の相撲ぶりを見て勇気を貰ったという。大学1年生の時に頸椎を骨折した影響で、頭から当たることができなかったことから、八艘跳びの奇手も見せた。引退後本人のインタビューでは、「正直言って、今はどこも悪いところないんですよ。膝は靭帯移植手術で完治したし、首の経過も良好です。公傷制度があればなあ…」と後悔を見せていた。
入幕3場所目の2000年7月場所は雅山と出島の2大関に勝ち、2000年9月場所でも雅山と出島の2大関に勝ち、2000年11月場所は新三役（関脇）の場所でも武双山と千代大海の2大関に勝ち、3場所連続2大関に勝ち大関キラーとも言われた。2001年5月場所では1横綱4大関を撃破していた朝青龍、3大関を撃破していた栃東に勝ち9勝。しかし2001年11月場所で初日から8連勝するも、貴ノ浪戦で膝を3たび怪我し翌日から休場。3回目のこの怪我は深刻で、以後の2年間（2002年 - 2003年）が殆ど十両で低迷する原因になった。やっと幕内に本格復帰したのは2004年。しかし3年でただでさえ軽量な体重が130キロ台から110キロ台に、さらに減ってしまっていた事が災いし三役に再び上がる事は出来なかった。
それでも、2004年5月場所では霜鳥に先に上手を取られたが、外掛けから左側へ寄り倒して勝った。2004年7月場所では入幕2場所目の白鵬に3度も吊られるが、土俵際で残っていたため送り出しで勝ったり、その場所活躍し三賞を唯一受賞した豊桜にも押し倒しで勝った。2004年9月場所は豪風に八艘飛びで勝ったり、前の場所で後ろもたれで負けた高見盛に速攻で寄り切った。2004年11月場所は、武雄山に八艘飛びで勝ったり、琴龍に右腕で左腕を引っ張りながら首投げを決めて勝ったり、入幕2場所目の琴欧州（上手投げを掬い投げで打ち返す）や新入幕の稀勢の里にも勝利した事もあった。2005年1月場所は、旭鷲山に土俵際の逆転で寄り切ったり、露鵬に土俵際の下手出し投げで勝ったり、安美錦に土俵際の突き落としで勝ったりするなど要所で巧者ぶりを発揮していた。
追風海は朝青龍に初顔の取り組みで勝った最後の相手である。朝青龍は2001年5月場所で追風海に初対戦で負けた後、2010年の引退まで初顔の相手には34連勝と、1度も負けずに引退した。
しかし新十両だった1999年1月場所での豊ノ海戦を初めとし、新三役（関脇）に昇進した2000年11月場所での栃乃花戦、2001年11月場所での貴ノ浪戦、2005年5月場所での霜鳥（のち霜鳳）戦など、度重なる怪我に苦しめられた。両膝の故障も悪化したことから、2004年5月場所初日の安美錦戦など八艘飛びが通用しない取組も増えていった。2005年5月場所で左膝の半月板を損傷して途中休場、十両に転落した翌7月場所も全休して一気に幕下まで落ちた。
2005年9月場所皆勤後、再び休場し、東幕下49枚目で迎えた2006年1月場所初日に引退届を提出した。引退に際して、思い出に残る取組として2000年11月場所で横綱・貴乃花と対戦した一番を挙げた。実力者であったが不戦敗1を含む11戦全敗と、結局横綱に勝つことはできなかった。2006年10月1日、両国国技館で引退相撲を行った。
三役在位は関脇1場所のみで小結の経験はない。これは戦後では高鐵山と北勝力の3人が記録している。また、その場所は怪我で途中休場しているが、三役で皆勤できなかった力士は追風海だけである。
2010年から追手風部屋東北地区世話人を務めている。

## 政界進出
現役引退後は警備会社に勤務し、その後取締役となる。引退から6年後、2012年2月19日投開票の板柳町議会議員選挙に「追風海直飛人」の名で保守系無所属で立候補し、得票数第2位で初当選を果たした。以降の選挙でも立候補の届出は四股名で行う一方、議会での活動は本名を用いている。その後、町議としては任期途中だったが、現職の自民党県議であった相川正光が隣接する鶴田町の町長選挙に立候補（当選）したことにともない、2014年9月7日投開票の青森県議会議員補欠選挙（北津軽郡選挙区）に立候補。相川正光の後継者として立候補した妻の相川順子と自由民主党の公認を争ったが、同党の公認を得た。更に元板柳町収入役で元自民県議の松森俊逸も立候補し、自民系の候補者3名による激戦となるも、自民党の公認を得たことで優位に立ち、34票差で相川順子を抑えて初当選、県政に転身した。当選後、自民党青森県連青年局次長、自民党県連板柳町支部支部長となった。2015年4月、統一地方選挙青森県議会議員選挙では再び相川順子らと争ったが、2位の相川順子に1,400票以上の差をつけ再選を果たした。弘前大学大学院医学研究科社会医学講座に研究生として在籍した。
2019年4月7日投開票の青森県議会議員選挙では相川順子との一騎討ちとなったが、1300票以上の差をつけて3選を果たした。この選挙では本名で届出を行った。
2022年1月、同年7月に行われる第26回参議院議員通常選挙の青森県選挙区に擁立する自民党青森県連の選考に応募し、元国会議員秘書の男性とともに審査を通過した。
その後、青森県選挙区の候補者を決める自民党員・党友投票の結果、2022年2月に自民党青森県連が齊藤を候補者として擁立することを発表した。
同年7月10日執行の参議院選・青森県選挙区で立憲民主党現職の田名部匡代に敗れ、落選。

## 略歴
- 1998年3月場所 - 友綱部屋から初土俵（幕下60枚目格付出）
- 1998年11月場所 - 追手風部屋に転属
- 1999年1月場所 - 新十両
- 2000年3月場所 - 新入幕
- 2000年11月場所 - 新三役（関脇）
- 2006年1月場所 - 引退

## 主な成績
- 通算成績：281勝223敗130休 勝率.558
- 幕内成績：126勝127敗77休 勝率.498
- 現役在位：48場所
- 幕内在位：22場所
- 三役在位：1場所（関脇1場所）
- 三賞：1回
  - 技能賞：1回（2000年9月場所）[1]
- 各段優勝
  - 十両優勝：1回（1999年9月場所）

### 場所別成績
| | 一月場所 初場所（東京） | 三月場所 春場所（大阪） | 五月場所 夏場所（東京） | 七月場所 名古屋場所（愛知） | 九月場所 秋場所（東京） | 十一月場所 九州場所（福岡） |
| --- | ----------------------- | ----------------------- | ----------------------- | --------------------------- | ----------------------- | --------------------------- |
| 1998年 （平成10年） | x                       | 幕下付出60枚目 6–1      | 東幕下32枚目 5–2        | 東幕下22枚目 6–1            | 西幕下7枚目 4–3         | 西幕下5枚目 6–1             |
| 1999年 （平成11年） | 東十両13枚目 6–2–7      | 東幕下2枚目 休場 0–0–7  | 東幕下2枚目 5–2         | 東十両13枚目 10–5           | 西十両8枚目 優勝 12–3   | 西十両筆頭 8–7              |
| 2000年 （平成12年） | 東十両筆頭 12–3         | 西前頭10枚目 7–8        | 東前頭11枚目 9–6        | 東前頭5枚目 8–7             | 西前頭2枚目 9–6 技      | 西関脇 4–5–6                |
| 2001年 （平成13年） | 西前頭2枚目 休場 0–0–15 | 西前頭2枚目 6–9         | 西前頭4枚目 9–6         | 東前頭筆頭 4–11             | 東前頭7枚目 6–9         | 西前頭10枚目 8–2–5          |
| 2002年 （平成14年） | 西前頭6枚目 休場 0–0–15 | 西前頭6枚目 0–2–13      | 東十両2枚目 9–6         | 東前頭13枚目 6–9            | 西十両筆頭 3–11–1       | 西十両9枚目 休場 0–0–15     |
| 2003年 （平成15年） | 西十両9枚目 8–7         | 西十両6枚目 8–7         | 東十両5枚目 9–6         | 西十両3枚目 4–11            | 東十両9枚目 10–5        | 西十両4枚目 9–6             |
| 2004年 （平成16年） | 西前頭17枚目 7–8        | 西十両2枚目 12–3        | 西前頭11枚目 8–7        | 東前頭10枚目 7–8            | 東前頭12枚目 8–7        | 東前頭11枚目 9–6            |
| 2005年 （平成17年） | 東前頭7枚目 8–7         | 西前頭3枚目 休場 0–0–15 | 西前頭14枚目 3–4–8      | 東十両6枚目 休場 0–0–15     | 西幕下5枚目 3–4         | 西幕下8枚目 休場 0–0–7      |
| 2006年 （平成18年） | 東幕下49枚目 引退 0–0–1 | x                       | x                       | x                           | x                       | x                           |
| 各欄の数字は、「勝ち-負け-休場」を示す。 優勝 引退 休場 十両 幕下 三賞：敢=敢闘賞、殊=殊勲賞、技=技能賞 その他：★=金星 番付階級：幕内 - 十両 - 幕下 - 三段目 - 序二段 - 序ノ口 幕内序列：横綱 - 大関 - 関脇 - 小結 - 前頭（「#数字」は各位内の序列） |                         |                         |                         |                             |                         |                             |

### 幕内対戦成績
| 力士名   | 勝数 | 負数 | 力士名   | 勝数 | 負数 | 力士名   | 勝数 | 負数 | 力士名 | 勝数 | 負数 |
| -------- | ---- | ---- | -------- | ---- | ---- | -------- | ---- | ---- | ------ | ---- | ---- |
| 蒼樹山   | 1    | 2    | 安芸乃島 | 4    | 1    | 曙       | 0    | 2    | 朝青龍 | 1    | 1    |
| 朝赤龍   | 0    | 1    | 朝乃翔   | 1    | 0    | 朝乃若   | 2    | 1    | 安美錦 | 3    | 2    |
| 岩木山   | 1    | 0    | 潮丸     | 0    | 1    | 皇司     | 2    | 2    | 大碇   | 1    | 1    |
| 小城錦   | 1    | 1    | 魁皇     | 1(1) | 3    | 海鵬     | 5    | 3    | 春日王 | 2    | 0    |
| 稀勢の里 | 2    | 0    | 北桜     | 2    | 0    | 旭鷲山   | 4    | 3(1) | 旭天鵬 | 2    | 3    |
| 金開山   | 1    | 2    | 光法     | 1    | 0    | 琴欧洲   | 1    | 2    | 琴奨菊 | 1    | 0    |
| 琴ノ若   | 2    | 4    | 琴光喜   | 0    | 3    | 琴龍     | 4    | 4    | 敷島   | 1    | 1    |
| 霜鳥     | 2    | 1    | 十文字   | 3    | 3    | 大善     | 0    | 2(1) | 貴闘力 | 3    | 1    |
| 隆の鶴   | 0    | 1    | 貴ノ浪   | 3    | 6    | 貴乃花   | 0    | 3    | 隆乃若 | 5    | 4    |
| 高見盛   | 1    | 3    | 豪風     | 1    | 2    | 玉春日   | 3    | 1    | 玉乃島 | 2    | 0    |
| 玉力道   | 2    | 0    | 千代大海 | 1    | 3    | 千代天山 | 2    | 0    | 出島   | 2    | 4    |
| 寺尾     | 2    | 0    | 闘牙     | 3    | 5    | 時津海   | 4    | 4    | 時天空 | 2    | 1    |
| 土佐ノ海 | 3    | 2    | 栃東     | 2(1) | 4(1) | 栃栄     | 3    | 0    | 栃乃洋 | 0    | 4    |
| 栃乃花   | 2    | 1    | 豊桜     | 1    | 0    | 豊ノ島   | 0    | 1    | 白鵬   | 1    | 1    |
| 濱ノ嶋   | 1    | 0    | 肥後ノ海 | 4    | 1    | 普天王   | 0    | 1    | 武雄山 | 2    | 4    |
| 北勝力   | 1    | 0    | 湊富士   | 1    | 0    | 雅山     | 3    | 4    | 武蔵丸 | 0    | 6(1) |
| 武双山   | 2    | 4    | 燁司     | 1    | 0    | 露鵬     | 1    | 2    | 若兎馬 | 2    | 0    |
| 若の里   | 2    | 0    | 和歌乃山 | 3    | 1    |          |      |      |        |      |      |

## 改名歴
- 齋藤 直飛人（さいとう なおひと）1998年3月場所
- 齊藤 直飛人（さいとう -）1998年5月場所 - 1998年11月場所
- 追風海 直飛人（はやてうみ -）1999年1月場所 - 2002年1月場所
- 追風海 英飛人（- ひでひと）2002年3月場所 - 2006年1月場所

## 支援団体
- 全国たばこ販売政治連盟（2022年参院選組織推薦候補者）[26]

## 選挙歴
| 当落 | 選挙                         | 執行日         | 年齢 | 選挙区         | 政党       | 得票数     | 得票率 | 定数 | 得票順位 /候補者数 | 政党内比例順位 /政党当選者数 |
| ---- | ---------------------------- | -------------- | ---- | -------------- | ---------- | ---------- | ------ | ---- | ------------------ | ---------------------------- |
| 当   | 2012年板柳町議会議員選挙     | 2012年2月19日  | 36   | ーー           | 無所属     | 846票      | 9.72%  | 12   | 2/14               | /                            |
| 当   | 2014年青森県議会議員補欠選挙 | 2014年9月7日   | 39   | 北津軽郡選挙区 | 自由民主党 | 4589票     | 36.17% | 1    | 1/3                | /                            |
| 当   | 2015年青森県議会議員選挙     | 2015年4月12日  | 39   | 北津軽郡選挙区 | 自由民主党 | 6696票     | 44.64% | 1    | 1/3                | /                            |
| 当   | 2019年青森県議会議員選挙     | 2019年4月7日   | 43   | 北津軽郡選挙区 | 自由民主党 | 7735票     | 54.59% | 1    | 1/2                | /                            |
| 落   | 第26回参議院議員通常選挙     | 2022年07月10日 | 47   | 青森県選挙区   | 自由民主党 | 21万6265票 | 41.73% | 1    | 1/4                | /                            |
| 落   | 2023年青森県議会議員選挙     | 2023年4月9日   | 47   | 北津軽郡選挙区 | 無所属     | 4235票     | 35.91% | 1    | 1/2                | /                            |